# Cyclopentylmethylether
Cyclopentylmethylether CPME ist ein asymmetrischer Dialkylether, dessen Sauerstoffatom mit einer Methylgruppe und einem Cyclopentylrest substituiert ist. Wegen einer Reihe vorteilhafter Eigenschaften im Vergleich zu in der Praxis gängigeren aliphatischen Ethern, wie z. B. Diethylether, Diisopropylether, Tert-Butylmethylether, oder cyclischen Ethern, wie z. B. Tetrahydrofuran, 2-Methyltetrahydrofuran und 1,4-Dioxan, könnte Cyclopentylmethylether als „grünes Lösungsmittel“ in Zukunft größere Bedeutung erlangen.

## Vorkommen und Darstellung
Cyclopentylmethylether kann nach klassischer Williamson-Ethersynthese aus Cyclopentanol und Methyliodid bzw. Dimethylsulfat hergestellt werden.
Im technischen Maßstab wird Cyclopentylmethylether in einem kontinuierlichen Verfahren durch Addition von Methanol an Cyclopenten an einem sauren Ionenaustauscherharz in Ausbeuten bis 75 % hergestellt.
Unter dem Aspekt der Atomökonomie ist die säurekatalysierte Additionsreaktion ohne Nebenprodukte wesentlich vorteilhafter als die Williamson-Synthese.

## Eigenschaften
Reiner Cyclopentylmethylether ist eine klare und farblose Flüssigkeit, deren ungewöhnlich breiter Flüssigbereich sich von –140 bis +106 °C erstreckt. Trotz hohem Siedepunkt ist CPME auf Grund seiner niedrigen Verdampfungsenthalpie (69,2 kcal/kg) als Lösungsmittel leicht abzutrennen. Wegen seiner ausgeprägten Hydrophobie löst es sich kaum in Wasser und kann als Lösungs- und Extraktionsmittel einfach und praktisch quantitativ zurückgewonnen werden. CPME ist stabil gegenüber Säuren und Basen und neigt sehr wenig zu Peroxidbildung, die durch Zusatz von Antioxidantien, wie z. B. Butylhydroxytoluol BHT, fast vollständig unterdrückt werden kann.
Cyclopentylmethylether ist feuergefährlich und nicht leicht bioabbaubar.

## Anwendungen
Auf Grund seiner Eigenschaften kommt Cyclopentylmethylether als Ersatz für andere Ether infrage, die – nach Auswertung von drei Chemiejournalen des Jahres 2020 – bis zu 25 % der darin benutzten Lösungsmittel ausmachen.
Das hydrophobe CPME eignet sich im Gegensatz zu den wassermischbaren Ethern THF und 1,4-Dioxan als Extraktionsmittel, von dem wegen seiner geringen Löslichkeit nur Spuren in wässrigen Phasen verbleiben. Seine Beständigkeit bei niedrigen und hohen pH-Werten, auch bei erhöhten Temperaturen und längeren Kontaktzeiten, sowie die Ausbildung eines Azeotrops mit Wasser im Verhältnis 83,7 % CPME / 16,3 % Wasser bei 83 °C Azeotropsiedetemperatur machen CPME auch zu einem brauchbaren Schleppmittel für Veresterungen und Acetalisierungen.
In jüngster Zeit wurde Cyclopentylmethylether als umweltfreundliches Lösungsmittel in einer Vielzahl chemischer Reaktionen untersucht, darunter Reduktionen, Oxidationen, Grignard-Reaktionen usw.
Gegenwärtig beruht die Herstellung des in vielen Aspekten den Anspruch auf eine „grüne“ Chemikalie erfüllenden Cyclopentylmethylethers auf Cyclopenten aus fossilen (nicht erneuerbaren) Quellen. Die Plattformchemikalie Furfural liefert bei katalytischer Hydrierung an einem Kupfer-Kontakt bzw. einem Nickel-Cobalt-Kontakt in sehr guten Ausbeuten Cyclopentanol, das sich einfach zu Cyclopenten dehydratisieren lässt.
So ließe sich eine „grüne“ Quelle für CPME erschließen.
Wichtigster Hersteller von Cyclopentylmethylether ist das japanische Unternehmen Zeon Corporation.